# أورين هنري إنغرام
أورين هنري إنغرام (بالإنجليزية: Orrin Henry Ingram)‏ هو شخصية أعمال أمريكي، ولد في 13 مايو 1830 في ويستفيلد في الولايات المتحدة، وتوفي في 16 أكتوبر 1918 في يو كلير في الولايات المتحدة.